# Asamblea Legislativa de El Salvador
La Asamblea Legislativa de la República de El Salvador es el órgano legislativo del Estado salvadoreño. Es de tipo unicameral y está integrada por 60 diputados elegidos mediante voto secreto y universal, que representan a los 14 departamentos de la República, según su población.

## Posición constitucional

### Naturaleza

#### Composición
Conforme a la Constitución salvadoreña, la Asamblea Legislativa es un cuerpo colegiado unicameral. Se componía de 84 diputados,pero con las reformas aprobadas en 2023 al Código Electoral vigente, se redujeron a 60 diputados, como estaba establecido antes de los Acuerdos de Paz, todos elegidos por voto popular directo, según el sistema de representación proporcional por períodos de tres años, con oportunidad de reelección inmediata.

#### Elegibilidad
Para ser elegible como diputado de la República, el candidato debe cumplir con los siguientes requisitos (según el art. 126 de la Constitución):
- Mayor de 25 años.
- Ciudadano salvadoreño por nacimiento, nacido de padre o madre salvadoreña.
- De reconocida honestidad y educación.
- No haber tenido cancelado el goce de sus derechos como ciudadano en los últimos cinco años.

#### Sistema electoral

Mapa de la distribución de los diputados por departamento.

La Constitución establece que la Asamblea Legislativa debe estar constituida por ciudadanos en el ejercicio de sus derechos políticos, que cumplan los requisitos constitucionales y elegidos de conformidad a lo determinado por esta.
Desde la firma de los Acuerdos de Paz hasta el año 2023, el número de diputados, según establecía la legislación secundaria, era de 84 (junto a sus suplentes), distribuidos en 14 circunscripciones electorales en función de su población, siendo el número mínimo de diputaciones por departamento igual a tres.
Los parlamentarios son elegidos por voluntad popular para un período de tres años, con posibilidad de reelección mediante sufragio universal y directo, a través de listas de candidatos de cada partido político legalmente inscrito ante el Tribunal Supremo Electoral (TSE), empleando la modalidad de voto cruzado o fraccionado.
Todo ciudadano mayor de 18 años en el pleno goce de sus derechos políticos puede ejercer el sufragio dentro de la circunscripción electoral en la que reside.
El mecanismo de voto cruzado o fraccionado consiste en las siguientes opciones para el ciudadano:
- Votar directamente por la bandera de un partido político (equivale a marcar todos los candidatos de esa lista).
- Votar por la bandera de un partido político y seleccionar candidatos dentro de dicha lista para ocupar las diputaciones (únicamente suman marcas los candidatos seleccionados).
- Marcar candidatos de múltiples partidos, siempre y cuando el número de estos no exceda la cantidad de diputaciones de su circunscripción.

El voto en cualquiera de esas opciones siempre equivale a una unidad, siendo otorgada en su totalidad al partido político en los casos primero y segundo arriba expuestos, u otorgada en proporción al número de candidatos marcados en el caso tercero.
Marcar múltiples banderas políticas, o una sola cuando se han elegido candidatos de diversos partidos, o superar el número de marcas (que dependen del número de diputados a elegir) según circunscripción, conlleva la nulidad del voto.

#### Mandato
Los diputados son elegidos cada tres años, mediante el voto libre, directo, igualitario y secreto, en elecciones populares, que organiza el Tribunal Supremo Electoral (TSE) y bajo el sistema de representación proporcional. De acuerdo al art. 76 de la Constitución: "El cuerpo electoral está formado por todos los ciudadanos capaces de emitir voto", con esta base el TSE elabora el "Registro Electoral", el cual está constituido por todos los ciudadanos salvadoreños mayores de dieciocho años, en pleno ejercicio de sus derechos y deberes políticos.

### Pleno legislativo

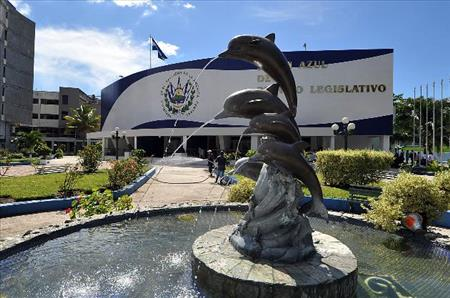
Fachada del Salón Azul, sede de la Asamblea Nacional ubicada en el Centro de Gobierno

La máxima autoridad de la Asamblea es el Pleno Legislativo, constituido por la totalidad de los legisladores electos, reunidos para deliberar y tomar resolución. Es dirigido por un presidente y en su ausencia por uno de los vicepresidentes de Junta Directiva. Se reúne generalmente un día a la semana, exceptuando períodos vacacionales.
La agenda de trabajo de la Sesión Plenaria es elaborada por la Junta Directiva y aprobada por el Pleno, determina el orden en que son sometidos a consideración los dictámenes y los correspondientes proyectos de decretos legislativos, como resultado del trabajo de las comisiones legislativas.
También, conoce de las diversas mociones e iniciativas de ley presentadas, las que se distribuyen a las respectivas comisiones legislativas (por el presidente de la Asamblea Legislativa), en la Sesión Plenaria.
Según el art. 64 del Reglamento Interior de la Asamblea Legislativa (RIAL), las sesiones plenarias se clasifican en:
- Sesiones ordinarias: se realizan durante el período legislativo correspondiente, en el día y hora que determina la Presidencia de este órgano de Estado para conocer iniciativas, dictámenes y proyectos de decretos que con anterioridad han estudiado y analizado las diferentes comisiones.
- Sesiones extraordinarias: pueden celebrarse en cualquier momento, para tratar uno o varios temas específicos. También, puede ser convocada por el Consejo de Ministros, de conformidad con lo dispuesto en el numeral 7 del art.167 de la Constitución.
- Sesiones solemnes: se realizan por acuerdo de Junta Directiva y son convocadas por el presidente de la Asamblea, para desarrollar actos especiales y con observancia protocolar. En estas sesiones no podrán tratarse temas diferentes a lo establecido en la agenda.

#### Comisiones

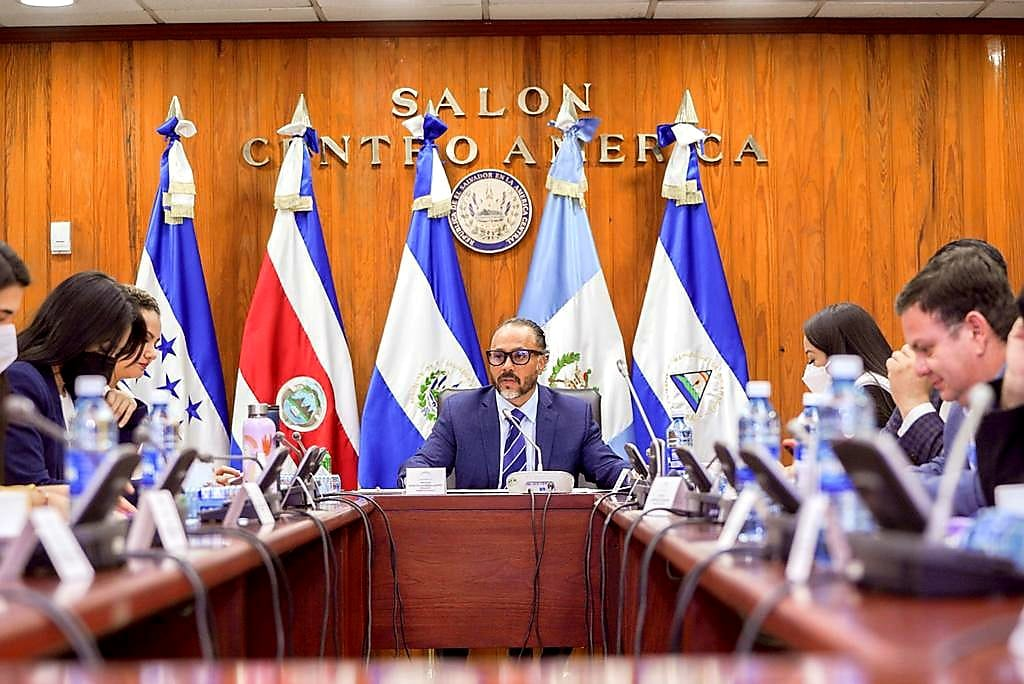
Comisión Política

Son grupos de trabajo conformados por diputados propietarios, con el propósito de estudiar, analizar, aprobar, o rechazar las diferentes iniciativas de ley que se presentan a la Asamblea Legislativa. Están integradas por el número de miembros que determina la Junta Directiva, con base en la proporcionalidad de la composición de la Asamblea Legislativa. Deben escuchar en audiencia a los interesados en los proyectos o a los afectados por ellos.
De acuerdo al art. 38 del RIAL, las comisiones pueden ser:
- Permanentes: son grupos de trabajo establecidos en el art. 39 del RIAL, las cuales se conforman con diputados nombrados por la Junta Directiva.
- Transitorias: se constituyen por un acuerdo de la Junta Directiva, para el correspondiente período legislativo.
- Ad-hoc: se establecen por acuerdo de la Junta Directiva, para tratar temas especiales.
- Especiales: son nombradas por la Asamblea Legislativa en Pleno, para la investigación de asuntos de interés nacional y adopción de acuerdos o recomendaciones que se consideren necesarios.

#### Dirección y administración

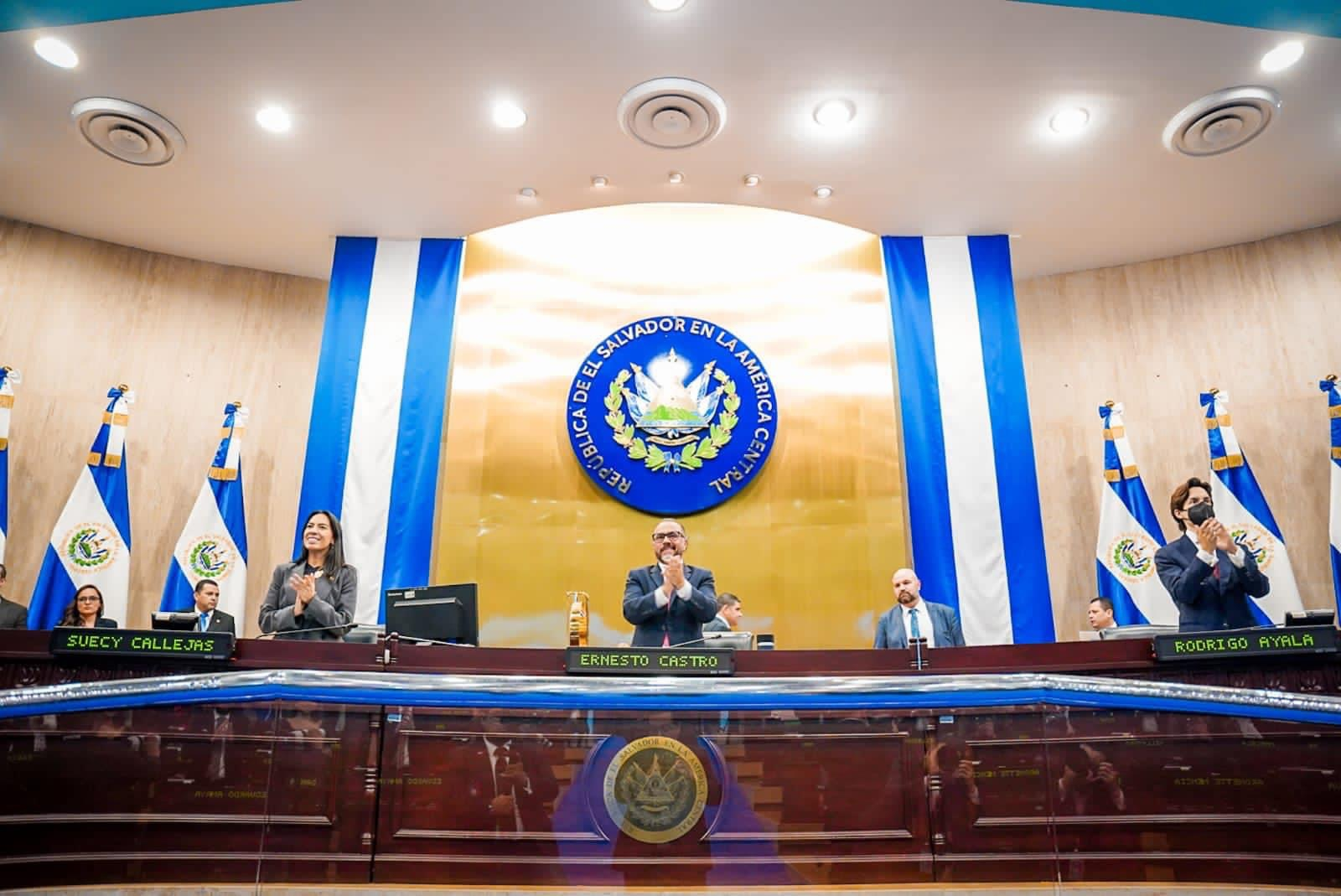
Junta Directiva de la Asamblea.

El presidente de la Asamblea es su representante legal. Preside las sesiones plenarias, la Junta Directiva y la Comisión Política.
La Junta Directiva está integrada por una presidencia, vicepresidencias y secretarías. Se conforma procurando la participación de todos los grupos parlamentarios, con base a los criterios de pluralidad y proporcionalidad, de conformidad al Protocolo de Entendimientos.

### Funciones
Algunas de sus atribuciones son:
- Ratificar los tratados o pactos que el Órgano Ejecutivo celebre con otros Estados u organismos internacionales.
- Decretar el presupuesto de ingresos y egresos de la administración pública.
- Elegir a algunos funcionarios públicos, como el fiscal general de la República, procurador general de la República y procurador para la Defensa de los Derechos Humanos, así como el presidente y los magistrados del TSE, la Corte de Cuentas (CCR), la Corte Suprema de Justicia (CSJ) y los miembros del Consejo Nacional de la Judicatura (CNJ).

## Sede

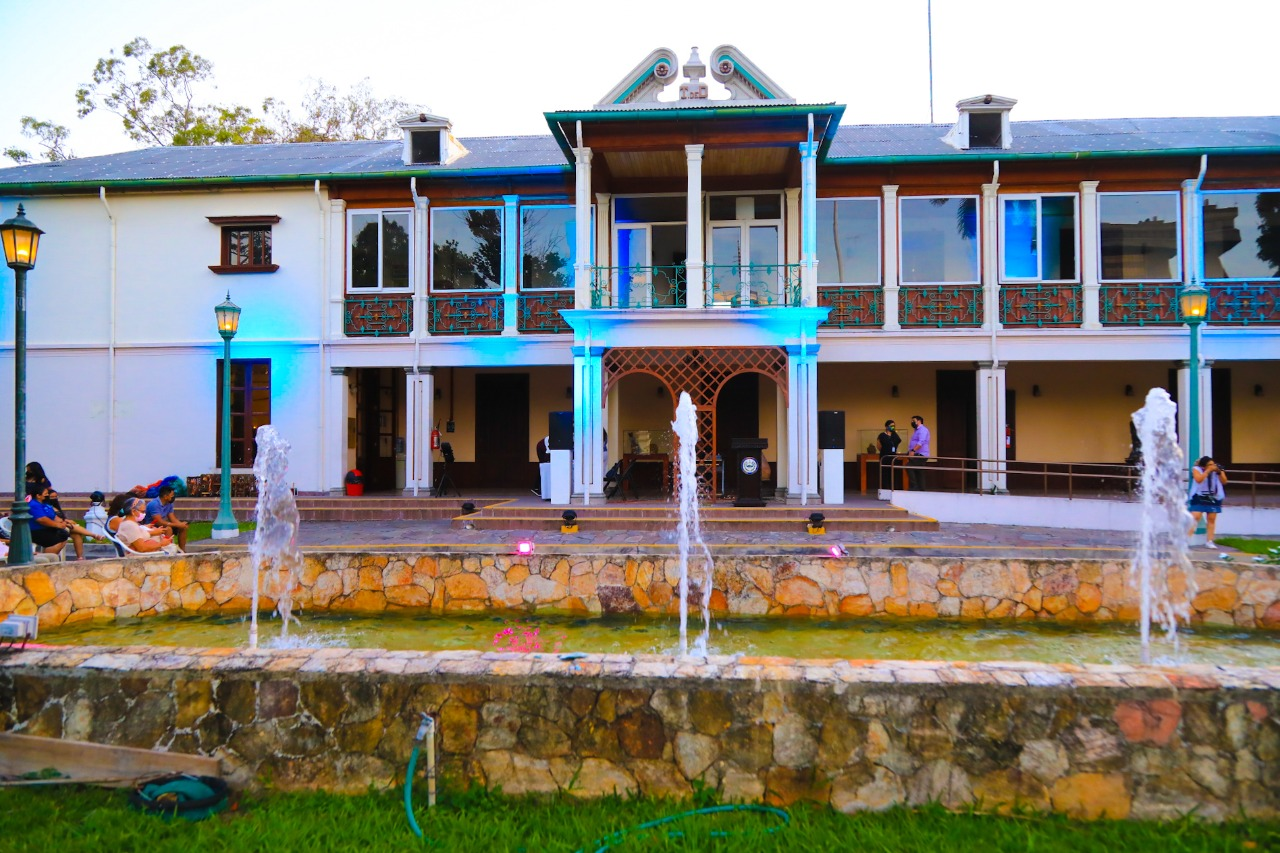
Centro Cívico Cultural Legislativo.

### Palacio Legislativo
El Palacio Legislativo es el edificio que alberga la Asamblea Legislativa. Está situado en el centro de gobierno "José Simeón Cañas" en San Salvador.

### Centro Cívico Cultural Legislativo
El Centro Cívico Cultural Legislativo (CCCL) se encuentra ubicado en el centro histórico de la ciudad de San Salvador, El Salvador. Tiene por objetivo generar un espacio cultural con procesos creativos, inclusivos y artísticos.

## Historia

### Antecedentes

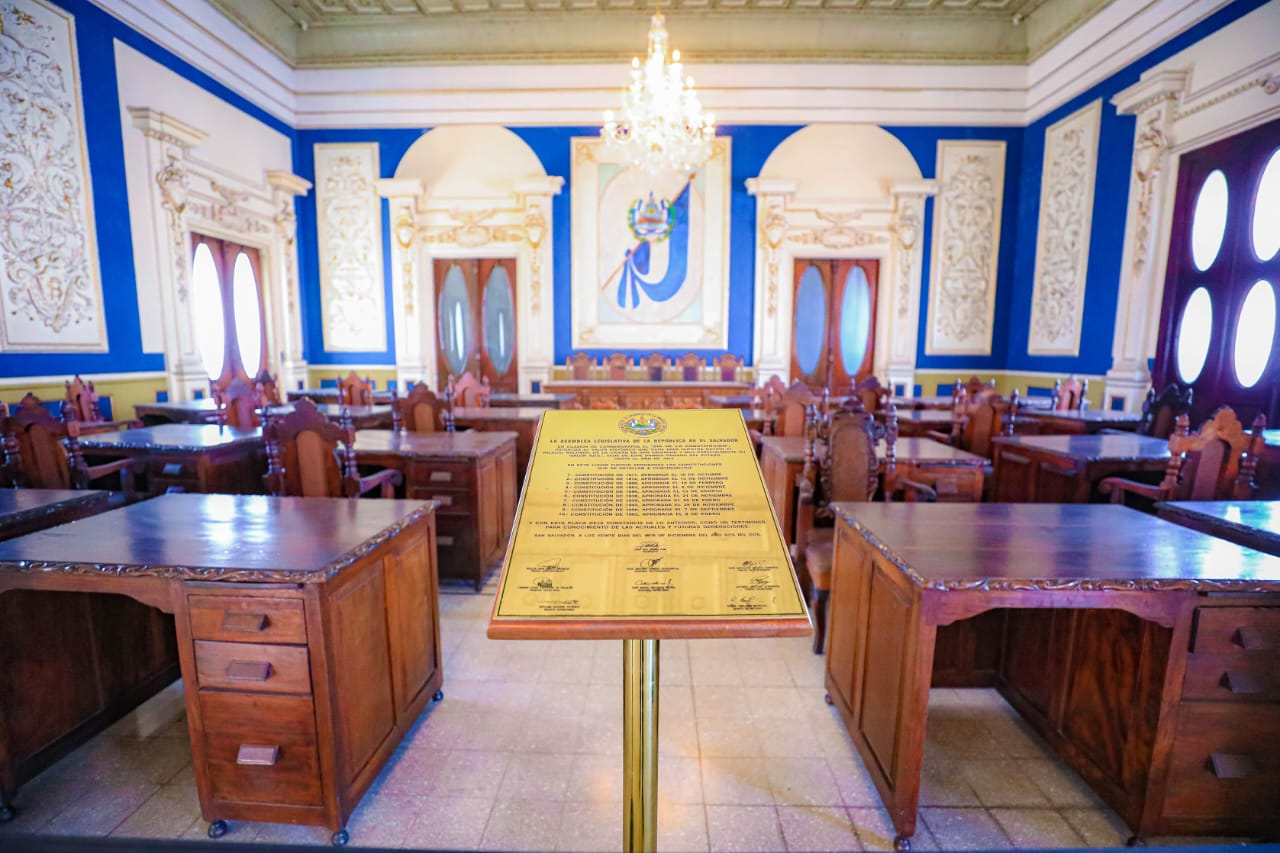
Antiguo Salón Azul de la Asamblea Legislativa dentro del Palacio Nacional (hasta 1974).

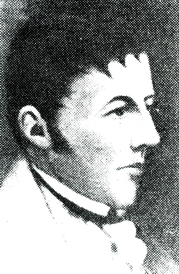
Presbítero y Doctor José Mariano Calderón y San Martín firmante del acta de independencia del 15 de septiembre de ese año. Después, se convirtió en integrante del primer gobierno de la Centro América independiente; y en 1824 fue el primer presidente del primer Congreso Constituyente de El Salvador.

Antes de la independencia y debido a la conquista de España por parte de Francia se convocó a todo el Imperio Español a elegir diputados para las Cortes Generales que se iban a reunir en la ciudad de Cádiz en 1812 para redactar la primera constitución española; por ello el territorio salvadoreño (que en ese entonces estaba dividido en dos entidades administrativas: la Intendencia de San Salvador y la Alcaldía Mayor de Sonsonate) al igual que el resto del Reino de Guatemala tuvieron que elegir por primera vez a alguien que se desempeñara para funciones legislativas; cada provincia (específicamente la capital del reino guatemalteco y cada una de las intendencias) tenía que elegir un diputado, resultando electo por la Intendencia de San Salvador: el presbítero y doctor José Ignacio Ávila. Este hecho es el que dio inicio a la historia de las actividades legislativas de los países centroamericanos.
Las elecciones, según lo estipulado en la Constitución de 1812, eran indirectas, realizándose en un sistema de grados que estaba conformado por las juntas de parroquia, de partido y de provincia. Para las elecciones de diputados, los ciudadanos se reunían en su respectiva parroquia, donde en conjunto conformarían la junta parroquial y procederían a elegir (a voz alzada) a los compromisarios, cuyo número variaba dependiendo en la población (pudiendo llegar a 31 en las más pobladas); ellos se reunirían en un lugar separado para escoger en escrutinio secreto de 1 a 3 o más (dependiendo de la cantidad de vecinos) electores parroquiales. Estos, después se reunirían en las casas consistoriales de las cabeceras de los partidos electorales (en este caso las cabeceras de los distritos); conformarían las juntas de partido, que era presidido generalmente por la máxima autoridad del lugar; escogerían por escrutinio secreto y mediante cédulas (ganando aquel que obtenía la mitad más uno de los votos) al o a los electores de partido. Finalmente, éstos irían a la capital de la provincia; formarían la junta provincial, presidida por el jefe político; y votarían, escribiendo en una lista a la persona que apoyaban; aquellos que hubiesen recibido la mitad más uno de los votos serían elegidos como diputados y de igual manera escogerían a los suplentes.
En 1814 fue derogada la constitución española por el rey Fernando VII, por lo que el estado del Imperio Español volvió a su forma anterior a la constitución, en 1820 la revolución liderada por Rafael de Riego hizo que el rey volviera a legalizar la constitución española de 1812. Por lo que se mandó a elegir diputados en todo el Imperio Español para hacerles reformas a la constitución, en este caso también la alcaldía mayor sonsonateca elegiría un diputado; resultando electo como diputados a las Cortes Generales: el presbítero José Mariano Méndez por la alcaldía mayor de Sonsonate, y José María Álvarez por la Intendencia de San Salvador. El 8 de mayo de 1821, un decreto de éstas Cortes convirtió la intendencia en la provincia de San Salvador, que contaba con un jefe político y una diputación provincial (encargada de ayudar al jefe político en las distintas tareas del gobierno).
Luego de que el 15 de septiembre de 1821 se concretara la independencia de España. El 30 de noviembre la Junta Provisional Consultiva enviaría una comunicación a todos los ayuntamientos constitucionales de la antigua Capitanía general de Guatemala para que en cabildo abierto votasen sobre sí decidían unirse al Imperio mexicano. El 5 de enero de 1822, se contabilizarían los votos, resultando en 104 a favor de la anexión, 11 que la condicionaban, 32 que dejaban la decisión en manos de la Junta Provisional, 21 que consideraban que el congreso era quien tenía que decidir, y 2 que votaron en contra (San Salvador y San Vicente); debido a ello, las autoridades de la provincia de San Salvador, encabezadas por el presbítero José Matías Delgado (entonces jefe político de la provincia), separarían la provincia de San Salvador de la antigua Capitanía general de Guatemala y se enfrentarían a las tropas provenientes de México. El 19 de marzo, la junta gubernativa de la provincia, presidida por Delgado, convocaría a elecciones para la conformación de un congreso de la provincia, el cual realizaría sus funciones a finales de ese año, y en la que su presidente sería el jefe político José Matías Delgado; a su vez, se designaría como delegado de la provincia ante el congreso del Imperio mexicano al diputado por Chiquimula Juan de Dios Mayorga. Asimismo, los partidos o distritos de Santa Ana y San Miguel, que se habían decidido anexar al imperio, escogieron diputados al congreso mexicano, pero solo el partido de San Miguel lograría practicar elecciones, escogiendo a 2 diputados (Miguel Álvarez y Manuel José Pavón, ambos residentes de la provincia de Guatemala).
El 9 de febrero de 1823, la provincia de San Salvador sería anexada por la fuerza al Imperio Mexicano por las tropas del jefe político de Guatemala Vicente Filísola; sin embargo, el General Antonio López de Santa Anna apartaría del gobierno al emperador Agustín de Iturbide y establecería la república poco tiempo después. Por lo que Filísola convocaría a elecciones para diputados (por cada partido de las provincias) a un congreso en Guatemala para establecer que destino seguir. Ese congreso, declaró el 1 de julio de ese año la independencia absoluta de las Provincias Unidas de Centroamérica y tomó el nombre de Asamblea Nacional Constituyente, declarándose formalmente instalada al día siguiente.

### Evolución histórica

#### Durante la República Federal de Centroamérica
El 2 de febrero de 1824, debido a que en la Asamblea Nacional Constituyente todavía no había decidido la forma de gobierno republicano a adoptar (federal o centralista), y que los políticos de San Salvador estaban a favor de un sistema federal, y teniendo únicamente a las Bases de Constitución Federal, la junta gubernativa de la provincia de San Salvador (presidida por el jefe político de la provincia Mariano Prado) convocaría a elecciones para el congreso constituyente estatal, que se encargaría de unir las jurisdicciones de la provincia y la alcaldía mayor sonsonateca en el Estado de El Salvador (que sería parte de la República Federal de Centroamérica).  Dicho congreso se instalaría en San Salvador, en las instalaciones del convento franciscano de San Salvador (donde hoy se ubica el Mercado Municipal de Artesanías o Excuartel), el 14 de marzo de 1824; tendría como primer presidente a José Mariano Calderón, y estaría compuesto con 18 diputados (15 representantes, uno por cada partido o distrito de la provincia de San Salvador; y tres por la alcaldía mayor de Sonsonate, dos por Sonsonate y 1 por Ahuachapán).
José Matías Delgado y Pedro Molina redactaron el primer anteproyecto de Constitución salvadoreña, inspirándose en la doctrina jurídica de España, Estados Unidos y Francia. El 12 de junio de 1824 se decretó la primera Constitución, que fue sancionada por Juan Manuel Rodríguez, en su carácter de jefe político del Estado. Siendo la primera Constitución que se decretó en América Central, en un régimen de vida independiente de España; ya que la Constitución de la República Federal de Centroamérica sería decretada hasta el 22 de noviembre de ese mismo año. La Constitución estatal establecería un sistema legislativo unicameral, además de un concejo representativo (mediador entre el legislativo y el ejecutivo, como cuarto poder) que se encargaría de sancionar las leyes y prestar su anuencia para la derogación de la ley.
Las elecciones continuarían siendo indirectas, tal como lo estipulaba la Constitución española de 1812 con la diferencia que el sistema de grados estaría conformado por: las juntas populares, las juntas de distrito, y las juntas departamentales. Para la elección de diputados, y de las demás autoridades estatales y federales, la votación de las juntas populares se celebraba el último domingo de octubre, las de distrito el segundo domingo de noviembre, y las departamentales el primer domingo de diciembre. Las juntas populares se componían de un mínimo de 250 habitantes y un máximo de 2500; y elegían un elector por cada 250 habitantes, y se elegía un elector más si había un residuo de 126. Estos electores se reunían en la cabecera de los distritos; resolverían las impugnaciones y casos de nulidad de las juntas populares; y cuando estuviesen reunidas las dos terceras partes de ellos, conformaban la junta de distrito y elegían un elector por cada 10 de ellos. Finalmente, estos electores de distrito se reunían en la cabecera departamental; conformaban la junta departamental; revisaban las impugnaciones y nulidades en las juntas de distrito; y, cuando estuviesen reunidas las dos terceras partes, procedían a elegir por mayoría absoluta a quien consideren merecedores de los distintos cargos de las autoridades estatales y federales, siendo cada elección realizada por separado.

#### Pos-federación y actualidad
Los diferentes problemas y conflictos que atravesó la Federación Centroamericana llevaron a la ruptura entre los Estados federados, lo que concluyó el 30 de mayo de 1838, cuando el Congreso Federal emitió un decreto legislativo dejando en libertad a los Estados para constituirse de la manera que lo creyeran más conveniente, conservando la forma de un gobierno republicano, popular y representativo. El 22 de febrero de 1841, El Salvador asume su soberanía y declara disuelta la unión centroamericana con la entrada en vigencia de la Constitución de ese año; pero será hasta el 25 de enero de 1859, cuando por decreto legislativo, se oficialice su calidad de república libre, soberana e independiente.
La Constitución de 1841 estableció un sistema legislativo bicameral compuesto de una cámara de diputados y una cámara de senadores. Los diputados serían elegidos anualmente, habiendo un diputado por cada 15000 almas en cada uno de los distritos electorales (en que se agrupaban los municipios); y los senadores se renovaban en tercios cada dos años, habiendo un senador por cada 30 mil almas en cada uno de los departamentos.
La Constitución de 1864, decretada durante el gobierno de Francisco Dueñas, no estableció ningún cambio con respecto a la Constitución anterior; en cambio, la Constitución de 1871, decretada durante el gobierno de Santiago González, estableció que los senadores se renovarían en tercias cada año y que habría un diputado por cada 20000 habitantes en los distritos y un senador por cada 40000 habitantes en los departamentos. Las Constituciones de 1872 (también durante el gobierno de González), y las de 1880 y 1883 (durante el gobierno  de Rafael Zaldivar) no realizaron ningún cambio.
La Constitución de 1886 emitida, durante el gobierno de Francisco Menéndez, por la Asamblea Constituyente de ese año (integrada por 28 diputados propietarios y sus respectivos suplentes, que se eligieron dos por cada departamento), es considerada la ley primaria con mayores cimientos democráticos y republicanos. Fue también la que estableció el sistema unicameral (de solo diputados) y las elecciones directas para todas las votaciones; a la vez que permitiría la reelección de los diputados. En su artículo 124, acerca de la distribución de diputados por departamentos, menciona que: “Cada departamento elegirá tres Diputados propietarios y dos suplentes; pero cuando se formen los censos que prescribe el Artículo anterior, se elegirá un Diputado propietario y un suplente por cada quince mil habitantes”; habiendo en total 52 diputados.
La Constitución de 1939 (establecida en el gobierno  de Maximiliano Hernández Martínez) y la restauración de la de 1886 con enmiendas en 1945 (en la presidencia de Salvador Castaneda Castro) no se realizó ningún cambio. Sin embargo, a partir de la Constitución de 1950 (emitida en la presidencia de Óscar Osorio), las legislaturas pasarían de durar 1 año, que era lo tradicional, a durar 2 años; mientras que la Constitución de 1962 (emitida durante el gobierno del Directorio Cívico Militar) no añade ninguna modificación.
En el año de 1963 se implementó por primera vez el los curules de los diputados fueron designados de forma proporcional, utilizando el sistema Hare (de cocientes y residuos), según los resultados de la respectiva elección; anteriormente a eso, el partido que obtenía más votos se quedaba con todos los curules a nivel nacional. En 1976, el número total de curules en la Asamblea pasaría de 52 a 54. Más adelante, con la Constitución de 1983 (decretada en el gobierno provisional de Álvaro Magaña, y actualmente en vigencia), se extendería la duración de las legislaturas a 3 años y se elevaría el número total de diputados a 60.
En 1991, se decretó que 64 diputados serían electos por departamento y 20 a nivel nacional (la denominada "plancha nacional"), haciendo un total de 84 diputados. En 2003, la Sala de lo Constitucional de la Corte Suprema de Justicia declaró inconstitucional la "plancha nacional" por lo que dichos diputados pasarían a ser electos a nivel nacional. En el año 2023 se estableció que el número total de diputados sería de 60 y se estableció el sistema D'Hondt (que se queda con los cocientes) para asignar los escaños de los diputados.

### Sedes históricas
La primera sede de la Asamblea Legislativa salvadoreña fueron las instalaciones del convento franciscano de San Salvador (donde hoy se ubica el Mercado Municipal de Artesanías o Excuartel). Posteriormente, estaría ubicada en uno de los salones del primer Palacio Nacional (construido entre el 15 de enero de 1866 y el 19 de enero de 1870) hasta que este se incendió por mano criminal en la noche del 19 de noviembre de 1889; pasando la sede legislativa al segundo nivel del primer Teatro Nacional (construido entre 1866 y 1879).
A inicios del siglo XX, la Asamblea Legislativa se instalaría en el Salón Azul del segundo y actual Palacio Nacional de El Salvador (edificado entre 1905 y 1911), sede de los tres órganos de Estado.
El 5 de noviembre de 1974, la Asamblea Legislativa se trasladó a su actual sede, el Palacio Legislativo, en el Centro de Gobierno de San Salvador. La Junta Directiva, presidida por Rubén Alfonso Rodríguez, decidió mover también la denominación del Salón Azul y otorgárselo específicamente al lugar destinado para las sesiones plenarias. Por medio del Decreto Legislativo N.º 127, del 5 de noviembre de 1974, publicado en el Diario Oficial N.º 212, Tomo N.º 245, del 13 de noviembre de 1974, se declara solemnemente inaugurado el Palacio Legislativo a partir del 5 de noviembre de 1974 y se expresa que el lugar donde sesione la Asamblea Legislativa se denominará «Salón Azul del Palacio Legislativo».

### Legislaturas de la Asamblea Legislativa (desde 1931)

#### La época del autoritarismo militar (1931-1979)
| 42 |

| 42 |

| 42 |

| 42 |

| 42 |

| 42 |

| 42 |

| 42 |

| 42 |

| 42 |

| 42 |

| 42 |

| 42 |

| 42 |

| 14 | 38 |

| 54 |

| 54 |

| 54 |

| 54 |

| 54 |

| 54 |

| 14 | 6 | 32 |

| 19 | 6 | 27 |

| 16 | 2 | 34 |

| 8 | 5 | 39 |

| 15 | 1 | 36 |

| 52 |

| 4 | 50 |

#### Actual período constitucional (desde 1982)
| 24 | 2 | 1 | 14 | 19 |

| 33 | 1 | 1 | 12 | 13 |

| 22 | 7 | 31 |

| 26 | 8 | 2 | 9 | 39 |

| 21 | 18 | 1 | 1 | 4 | 39 |

| 27 | 10 | 3 | 2 | 2 | 1 | 11 | 28 |

| 31 | 3 | 2 | 6 | 13 | 29 |

| 31 | 5 | 5 | 16 | 27 |

| 32 | 2 | 6 | 10 | 34 |

| 35 | 1 | 5 | 11 | 32 |

| 31 | 1 | 1 | 11 | 7 | 33 |

| 31 | 1 | 11 | 6 | 35 |

| 23 | 1 | 3 | 1 | 10 | 9 | 37 |

| 4 | 1 | 1 | 56 | 1 | 5 | 2 | 14 |

| 1 | 54 | 1 | 2 | 2 |

## Composición de la XIV legislatura
| Cargo                  | Titular                                                  | Grupo        |
| Presidente             | Ernesto Castro                                           | Nuevas Ideas |
| Primera Vicepresidenta | Suecy Callejas                                           | Nuevas Ideas |
| Segunda Vicepresidenta | Alexia Rivas                                             | Nuevas Ideas |
| Primera Secretaria     | Elisa Rosales                                            | Nuevas Ideas |
| Segundo Secretario     | Reynaldo Cardoza (2024-2025) Serafín Orantes (2025-2027) | PCN          |
| Tercer Secretario      | Reynaldo Carballo                                        | PDC          |